# .ly
A .ly Líbia internetes legfelső szintű tartomány kódja. Országnevek végződése miatt van pár ötletes elnevezésű oldal.
Ez alá lehet második és harmadik szintű címet is regisztráltatni. A regisztrációs webhely csak a harmadik tartományba említi, hogy lehet regisztrálni. A következők címek alá regisztrálhatók weboldalak:
- .com.ly: kereskedelmi szervezetek
- .net.ly: internetszolgáltatók
- .gov.ly: kormányzati oldalak
- .edu.ly: oktatási oldalak
- .sch.ly: iskolák
- .med.ly: egészségüggyel kapcsolatos oldalak
- .org.ly: nonprofit szervezetek
- .id.ly: gyárak